# Robert Demangel
Robert Demangel (Besançon, 24 février 1891 - Montpellier, 18 juin 1952) est un helléniste et archéologue français.

## Biographie
Après avoir obtenu son agrégation de lettres (1914), il entre à l'École française d'Athènes (1919). Le directeur Charles Picard l'envoie alors fouiller en Troade et y visiter le tumulus de Protésilas. Il le charge aussi d'explorer la région de Téos.
Directeur des chantiers ouverts des Manganes et de l'Hebdomon à Constantinople (1921-1923), il assure de 1924 à 1927 le secrétariat général de l’École. En 1933, il soutient sa thèse de doctorat et devient professeur d'archéologie et d'histoire de l'art à Montpellier.
Nommé Directeur de l'Ecole française d'Athènes (1936-1950), il fait reprendre en 1946 les fouilles de Malia et, en 1948 de Thasos et de Délos.
Il épouse entre les deux guerres mondiales la résistante Simone Gillet, fille de Louis Gillet, académicien. Elle sera Pauline, pendant la Résistance. Ils achèteront en 1949 le château d'Assas.

## Travaux
- Fouilles de Delphes. Les temples de tuf, 1923
- Le Tumulus dit de Protésilas. Recherches françaises en Turquie I, 1926
- La Frise ionique, 1932
- Le Quartier des Manganes et la première région de Constantinople. Recherches françaises en Turquie II, avec E. Mamboury, 1939
- Contribution à la topographie de l'Hebdomon. Recherches françaises en Turquie III, 1945

## Hommage
Une rue de Besançon porte son nom.